# Казали (Кјети)
Казали (итал. Casali) је насеље у Италији у округу Кјети, региону Абруцо.
Према процени из 2011. у насељу је живело 74 становника. Насеље се налази на надморској висини од 710 м.